# Jean Racine
Jean Racine (fransk udtale: [ʒɑ ʁasin]) (født 22. december 1639, død 21. april 1699) var en fransk dramatiker, og én af de "tre store dramatikere" i 1600-tallets Frankrig (sammen med Molière og Corneille). Han var også en af de vigtigste litterære forfattere i den vestlige tradition. Racine var primært en tragiker, men han skrev også komedier.

## Stykker
| Titel              | Genre                        | Premiere          |
| ------------------ | ---------------------------- | ----------------- |
| La Thébaïde        | Tragedie i fem akter på vers | 21. juni 1664     |
| Alexandre le Grand | Tragedie i fem akter på vers | 4. december 1665  |
| Andromaque         | Tragedie i fem akter på vers | 17. november 1667 |
| Les Plaideurs      | Komedie i tre akter på vers  | november 1668     |
| Britannicus        | Tragedie i fem akter på vers | 13. december 1669 |
| Bérénice           | Tragedie i fem akter på vers | 21. november 1670 |
| Bajazet            | Tragedie i fem akter på vers | 5. januar 1672    |
| Mithridate         | Tragedie i fem akter på vers | 13. januar 1673   |
| Iphigénie          | Tragedie i fem akter på vers | 18. august 1674   |
| Phèdre             | Tragedie i fem akter på vers | 1. januar 1677    |
| Esther             | Tragedie i tre akter på vers | 26. januar 1689   |
| Athalie            | Tragedie i fem akter på vers | 5. januar 1691    |